# Piesport
 Piesport là một đô thị ở huyện Bernkastel-Wittlich, trong bang Rheinland-Pfalz, Đô thị Piesport có diện tích 19,6 km², dân số thời điểm ngày 31 tháng 12 năm 2006 là 1965 người.